# Variscourt
Variscourt é uma comuna francesa na região administrativa de Altos da França, no departamento de Aisne. Estende-se por uma área de 5,56 km². Em 2010 a comuna tinha 208 habitantes (densidade: 37,4 hab./km²).